# Varatchaya Wongteanchai
Varatchaya "Pias" Wongteanchai (en tailandés: วรัชญา. วงค์เทียนชัย; Chiang Rai, 7 de septiembre de 1989) es una jugadora de tenis tailandesa profesional.
Wongteanchai ha ganado cuatro singles y treinta títulos de dobles en el ITF en su carrera. El 20 de julio de 2015, alcanzó su mejor ranking individuales la cual fue la número 200 del mundo. El 12 de septiembre de 2016, alcanzó el puesto número 77 del mundo en el ranking de dobles.
Jugando por Tailandia en la Copa Federación, Wongteanchai tiene un registro de victorias y derrotas de 10-6.
La hermana menor Varunya también es una tenista profesional.

## Títulos WTA (2; 0+2)

### Dobles (2)
| Leyenda                    |
| -------------------------- |
| Grand Slam (0)             |
| Juegos Olímpicos (0)       |
| WTA Tour Championships (0) |
| Premier Mandatory (0)      |
| Premier 5 (0)              |
| Premier (0)                |
| International (2)          |

| N.º | Fecha               | Torneos      | Superficie    | Pareja        | Oponentes                         | Resultado        |
| --- | ------------------- | ------------ | ------------- | ------------- | --------------------------------- | ---------------- |
| 1.  | 6 de marzo de 2016  | Kuala Lumpur | Dura          | Zhaoxuan Yang | Chen Liang Yafan Wang             | 4-6, 6-4, [10-7] |
| 2.  | 17 de julio de 2016 | Bucarest     | Tierra batida | Jessica Moore | Alexandra Cadanțu Katarzyna Piter | 6-4, 7-6(5)      |

## Títulos WTA125s

### Dobles (0)

#### Finalista (1)
| N.º | Fecha                   | Torneos | Superficie | Pareja        | Oponentes             | Resultado |
| --- | ----------------------- | ------- | ---------- | ------------- | --------------------- | --------- |
| 1.  | 15 de noviembre de 2015 | Hua Hin | Dura       | Yang Zhaoxuan | Liang Chen Wang Yafan | 3–6, 4–6  |